# 和歌山県立武道館
和歌山県立武道館（わかやまけんりつぶどうかん、Wakayama Prefectural Budokan）は、和歌山県の武道を普及奨励し心身錬磨の道場としての役割を担う武道館である。

## 概要
和歌山県立武道館は、1969年（昭和44年）4月1日に開場した。1971年（昭和46年）に和歌山県で第26回国民体育大会（黒潮国体）が開催された際に、柔道競技の練習会場として利用するために建築された。
和歌山県立武道館の辺りは、古来より景勝地として知られた和歌浦と呼ばれる地域である。江戸時代には、紀州徳川家の藩祖である徳川頼宣が実父である徳川家康のために紀州東照宮を創建した。その他にも、和歌浦天満宮・御手洗池があり、片男波海水浴場などもある。県関連施設としては、わかやま森林と緑の公社や和歌山県土地開発公社が隣接地域に立地している。

## 施設
- 武道場 - 広さ697.58m2　鉄筋コンクリート建築で、合掌造りとなっている。
- 管理棟 - 132.00m2
- 休養室 - 48.29m2

## 所在地・アクセス
和歌山県和歌山市和歌浦西二丁目1番22号
- JR和歌山駅2番のりば、南海和歌山市駅2番のりばから和歌山バスの新和歌浦方面行きのバスに乗車し、権現前停留所下車、徒歩約3分